# Tejeskávé

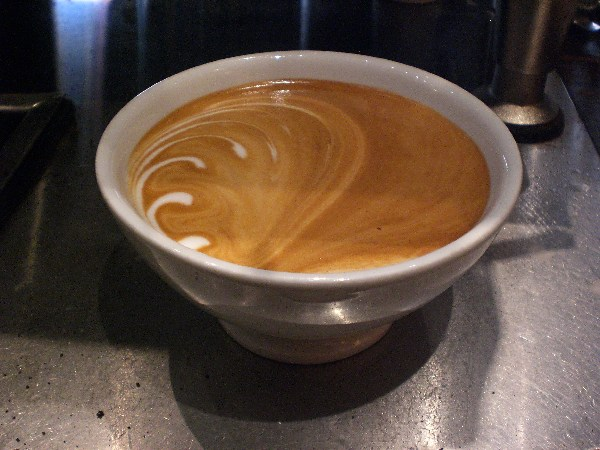
Café au lait egy oslói kávézóban: eszpresszó és habosított, forró tej

A tejeskávé (angolul milk coffee, németül Milchkaffee, franciául café au lait, spanyolul café con leche) egy kávéspecialitás. A tejeskávét országonként eltérő módon készíthetik, de lényege, hogy a kávéhoz ugyanannyi mennyiségű forró tejet, esetleg kis tejhabot adnak.

## Tejeskávék Európában
A tejeskávé fogyasztása Európa szinte minden országában elterjedt, a helyi elnevezések mind tükrözik, hogy az ital részben kávéból, részben tejből áll: milk coffee, Milchkaffee, café au lait, cafe con leche, hollandul koffie verkeerd, portugálul café com leite. Az európai kávézókban az elkészítés során lehetnek különbségek, miszerint a kávét csak forró tejjel öntik fel (Milchcoffee) vagy pedig kis tejhabot is adnak hozzá (café au lait).
Házilag általában eszpresszóval vagy hosszabb kávéval és meleg tejjel készíthető.
A café au lait és a caffè latte elnevezések, bár hasonló italokat jelentenek, mégis különbséget tesznek a felszolgálás szempontjából: a café au lait-t francia módon, porcelán csészében kell felszolgálni, míg a latte-t üvegpohárban. A latte emellett csak eszpresszóból készül, míg a café au lait készülhet eszpresszóból vagy dupla feketekávéból.

## Tejeskávé Amerikában

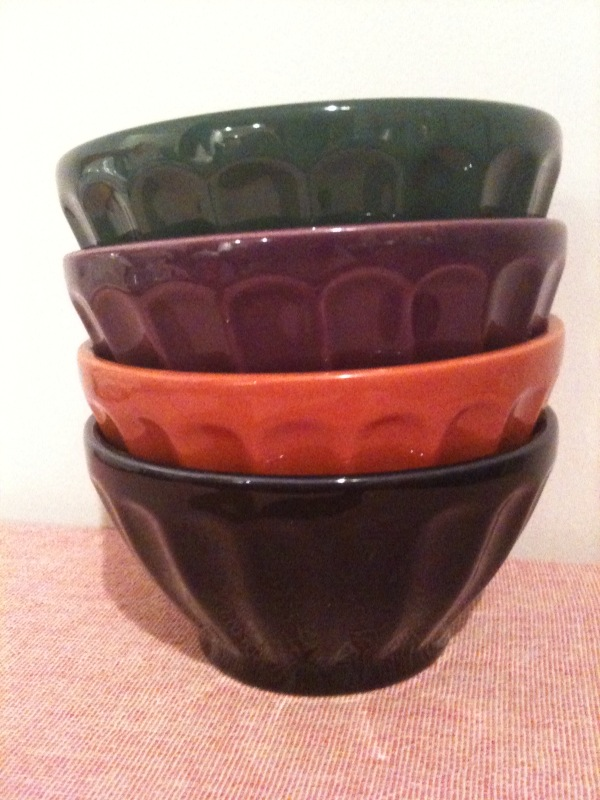
Cafe au lait tálak, amelyeket hagyományosan Franciaországban használtak

A legtöbb amerikai kávézóban a café au lait alapja hosszú feketekávé, amelyhez gőzölt tejet adnak. Ezzel szemben a caffé latte mindig eszpresszóból készül. A francia kávézói hagyományokat átvevő kávézókban a café au lait-et általában fül nélküli tálakban szolgálják fel, máshol pedig rendes csészében.
A misto (olasz eredetű, jelentése „kevert”) szintén tejeskávét jelent, csak néhány kávézó és a Starbucks.

## Fordítás
Ez a szócikk részben vagy egészben  a   Café au lait című angol Wikipédia-szócikk fordításán alapul.  Az eredeti cikk szerkesztőit annak laptörténete sorolja fel. Ez a jelzés csupán a megfogalmazás eredetét és a szerzői jogokat jelzi, nem szolgál a cikkben szereplő információk forrásmegjelöléseként.

## Külső hivatkozások
- Minden a tejeskávéról
- Jeges tejeskávé recept
- Tejeskávé Toszkánában